# Ваянад
Ваяна́д (малаял. വയനാട്; англ. Wayanad) — округ в индийском штате Керала. Образован 1 ноября 1980 года. Административный центр — город Калпетта. Площадь округа — 2131 км².

## География

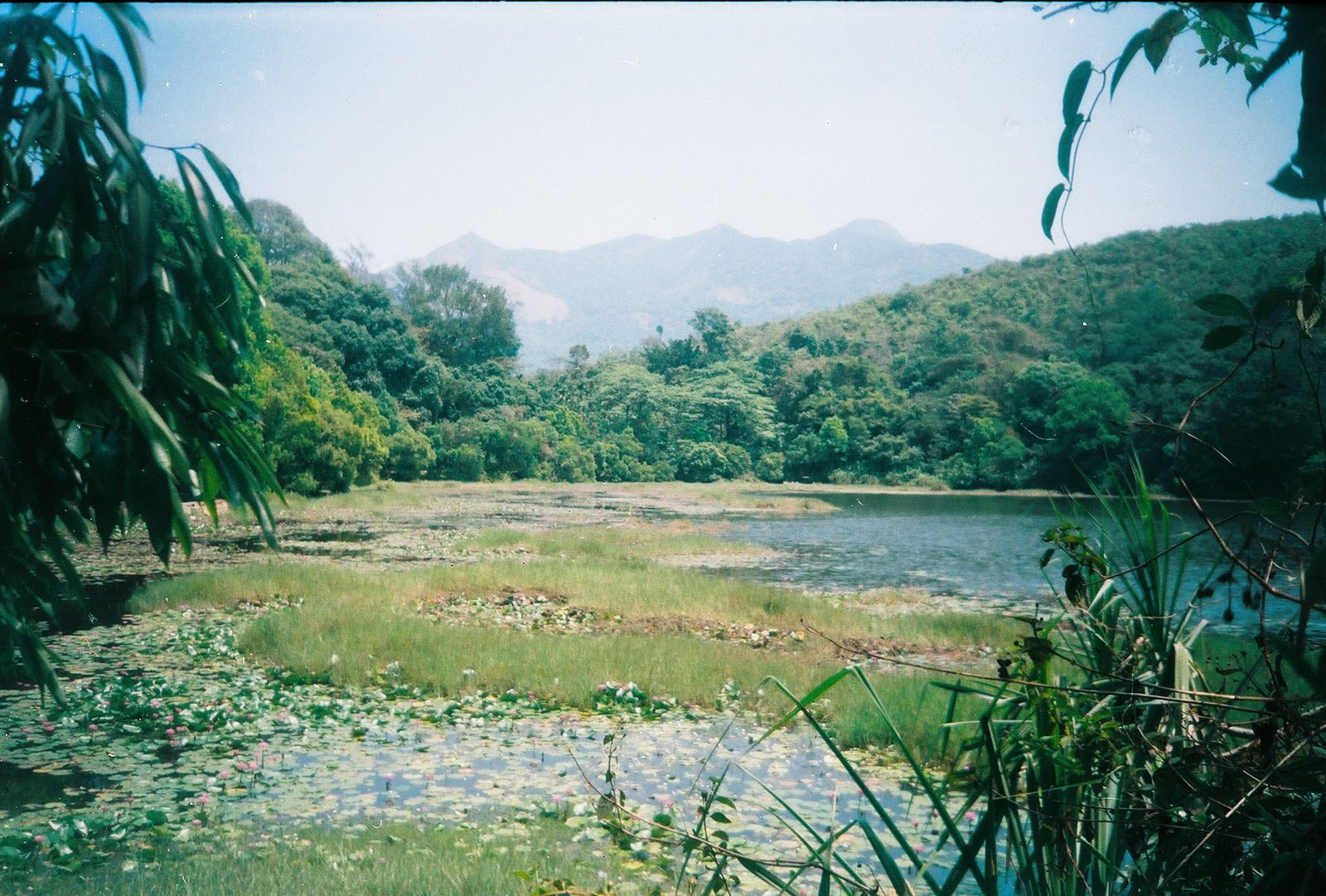
Озеро Пукод (Пуккотту)

Ваянад находится на южной оконечности плоскогорья Декан, округ пересекают хребты Западных Гхат. Высшая точка округа — Пик Чембра (2100 м), другие вершины включают пик Банасура (2073 м) и Брахмагири (1608 м). Главная река Ваянада — Кабини (приток реки Кавери), течёт на восток. Другие реки включают притоки Кабини: Панамарам, Манантаведи и Калинди. Значительную часть территории округа занимают леса.
Ввиду сравнительно отдалённого положения от побережья, горного рельефа и лесистости климат региона мягок и довольно благоприятен. Среднегодовой уровень осадков составляет около 2500 мм.

## Население
По данным всеиндийской переписи 2001 года население округа составляло 786 627 человек. Уровень грамотности взрослого населения составлял 85,2 %, что значительно выше среднеиндийского уровня (59,5 %). Доля городского населения составляла 3,8 %. Индуизм исповедуют 50,2 % населения округа; доля мусульман составляет 26,9 %; христиан — 22,4 %.

## Экономика
Основу экономики составляет сельское хозяйство, основные продукты которого: кофе, чай, какао, перец, ваниль, рис.

## Достопримечательности
Из достопримечательностей можно отметить древний храм Тирунелли, посвящённый богу Вишну. Храм находится на севере округа, в 32 км от города Манатхавади. Пещеры Эдаккал, расположенные в 32 км от города Калпетта, вблизи деревни Амбалаваял, являются известным памятником наскальной живописи. Из природных памятников можно отметить водопады Минмутти (29 км от города Калпетта), имеющие высоту около 300 м.